# Wassili Wladimirowitsch Beresuzki
Wassili Wladimirowitsch Beresuzki (russisch Василий Владимирович Березуцкий; englisch Vasili Berezutski; * 20. Juni 1982 in Moskau, UdSSR) ist ein ehemaliger russischer Fußballspieler und heutiger Trainer.

## Leben
Wassili Beresuzki wurde am 20. Juni 1982 als Zwillingsbruder von Alexei Beresuzki in Moskau geboren. Er wohnt in Moskau und ist ledig. Im Jahr 2007 wurde ihm der Friedensorden überreicht.

## Als Spieler

### Verein
Wassili Beresuzki besuchte, wie sein Zwillingsbruder Alexei, die Spezial-Kinder- und Jugendsportschule der Olympiareserve Nr. 63 "Smena" in Moskau und begann seine Karriere beim unterklassigen Moskauer Verein Serwis-Cholod-Smena. Im Jahre 1999 wechselte er im Alter von 17 Jahren zum Fußballklub Torpedo-SIL in die 1. Division. Nach zwei Jahren ging er zum ZSKA Moskau in die Premjer-Liga. Seinen ersten Titel feierte er 2002 mit dem Gewinn des russischen Pokals. Ein Jahr später wurde er zum ersten Mal russischer Meister und gewann seinen ersten russischen Superpokal.
Sein bisher erfolgreichstes Jahr war 2005, als er sowohl russischer Meister, russischer Pokalsieger als auch den UEFA-Pokal mit 3:1 gegen Sporting Lissabon gewann. Nicht weniger erfolgreich verlief das Jahr 2006, als er zum dritten Mal russischer Meister und jeweils zum zweiten Mal den russischen Pokal und russischen Superpokal gewann. 2007 wurde er zum dritten Mal russischer Superpokalsieger und gewann den im Jahr 2006 ins Leben gerufenen kommerziellen Perwy kanal-Pokal.
Bis zu seinem Karriereende im Sommer 2018 absolvierte Beresuzki insgesamt 531 Pflichtspiele, erzielte dabei 14 Treffer und gewann 18 Titel mit ZSKA Moskau.

### Nationalmannschaft
Wassili Beresuzki machte sein erstes Spiel für die russische Fußballnationalmannschaft am 7. Juni 2003 im Auswärtsspiel gegen die Schweiz (2:2). Ein Spiel bestritt er auch für eine russische Olympiaauswahl.
Bei der Fußball-Europameisterschaft 2016 in Frankreich wurde er als Mannschaftskapitän in das russische Aufgebot aufgenommen. Im Auftaktspiel gegen England erzielte er in der Nachspielzeit den 1:1-Ausgleich. Auch in den beiden übrigen Gruppenspielen stand er in der Startelf, in der letzten Partie gegen Wales wurde er aber in der Halbzeit ausgewechselt, als es 0:2 stand. Mit nur einem Punkt aus dem ersten Spiel schied Russland als Gruppenletzter aus.
Bis 2016 absolvierte er insgesamt 101 A-Länderspiele und erzielte dabei fünf Treffer.

### Erfolge
- Russischer Meister: 2003, 2005, 2006, 2014, 2016
- Russischer Pokalsieger: 2005, 2006, 2008, 2009, 2011, 2013
- Russischer Superpokalsieger: 2004, 2006, 2007, 2009, 2013, 2014
- UEFA-Pokalsieger: 2005
- Dritter bei der Fußball-Europameisterschaft 2008

## Als Trainer
Nach seiner Trainerausbildung, die Beresuzki von 2018 bis 2019 bei Vitesse Arnheim in den Niederlanden absolvierte, arbeitete er als Sportkoordinator bei seinem ehemaligen Verein ZSKA Moskau, ehe er dort den Posten als Co-Trainer antrat.
Zwischenzeitlich arbeite Beresuzki 2021 in gleicher Position für dessen Ligarivalen FK Krasnodar und 2023/24 für Shanghai Shenhua in China. Seit November 2024 ist er nun Cheftrainer des aserbaidschanischen Erstligisten Sabah FK. Am 14. Juni 2025 wurde Berezutskis Vertrag mit Sabah einvernehmlich aufgelöst.